# Karl Wilhelm Ludwig Bruch
Pour les articles homonymes, voir Bruch.
Karl Wilhelm Ludwig Bruch est un médecin hessois, né le 1er mai 1819 à Mayence et mort à Heppenheim le 4 janvier 1884.

## Biographie
Il étudie la médecine à l'Université de Giessen, puis à Berlin où il obtient, en 1842, son titre de docteur.
En 1844, il est l'assistant de Freidrich Tiedemann  (1781-1861) à l'Université d'Heidelberg.
En 1850, il est professeur de médecine à Université de Bâle, mais cinq plus tard il revient à Giessen pour poursuivre sa carrière universitaire. De santé fragile, il est forcé de se retirer à l'âge de 41 ans. En 1884, il meurt dans un asile pour malades mentaux à Heppenheim, d'une maladie neurologique non identifiée.

## Travaux
Il a laissé son nom à des éléments de la structure de l'œil :
- glandes ou ganglions de Bruch : follicules lymphatiques localisés sur la conjonctive de la paupière inférieure.
- membrane de Bruch ou lame vitrée de Bruch ou lame basale de Bruch (Lamina basalis choroideae) : dans la structure microscopique de la choroïde, membrane très mince située entre la choriocapillaire et l'épithélium pigmentaire.
- membrane dilatatrice de Bruch ou muscle dilatateur de la pupille ou de l'iris (Musculus dilator pupillae).